# أوليندا بوزان
أوليندا بوزانOlinda Bozán؛ (ولدت في 21 يونيو 1894 -وتوفيت في 8 فبراير 1977) كانت ممثلة أفلام أرجنتينية وكوميدية من العصر الذهبي للسينما الأرجنتينية (1940-1960). ولدت في عائلة سيرك، وقالت انها تعاملت على حلبة المسرح، وأداءها في الأفلام الصامتة والصوت.. تم تدريبها من قبل الاخوة Podestá، وتزوجت واحد منهم، الذين لديهم واحدة من أرقى الجوائز التمثيل الأرجنتيني تحمل اسمهم. بوزان "ظهرت في 75 فيلما واعتبرت واحدة من أفضل الممثلين الهزليين للسينما الأرجنتينية في القرن العشرين.

## السيرة الذاتية
أوليندا بوزان أكوستاOlinda Bozán Acosta ولدت في 21 يونيو 1894 في روزاريو سانتا Rosario, Santa Fe, في الأرجنتين ابنة إنريك بوزانEnrique Bozán (ويعرف أيضا باسم بوزانيBozánni) وروزا أكوستاRosa Acosta. جاءت من عائلة مسرحية ومن سن مبكرة جدا شاركت في سيرك أنسلمي Anselmi, المملوك من قبل والديها، وتدربة في الكوميديا المسرحية مع الإخوة بودستا في تيترو أبولو Podestá brothers. والدها كان مهرج، والدتها عملت مع الحمام المدرب، وجميع أشقائها الستة عملو في السيرك. والدها وشقيقتها  الأكبر سنا، أنجيليتا، ماتت من الحمى الصفراء عندما كانت طفلة صغيرة. كانت ابنة عم هايدي، إيلينا وصوفيا بوزان؛ شقيقة زوجة خوسيه وماريا استير بودستا، عمة بلانكا بودستا؛ وتزوجت بابلو بوديستا Pablo Podestá في سن 14. عندما كانت في الرابعة والثلاثين انتهى الزواج بسرعة. ولم تعد تعمل مع شركته التمثيلية.

## حياتها المهنية

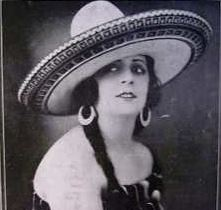
Olinda Bozán, 1927

- في عام 1910، انضمت بوزان إلى مجموعة شكلتها والدتها، وشقيقتها عايدة Aída، ولويس فيتون وبيبي بودستا لأداء في مسرح أبولو. أول ظهور لها في مسرحية من قبل إزيكيل سوريا Ezequiel Soria؛ تدعا إن الفويغوEn el fuego. وكان من بين أعضاء الفريق الآخر إلسا كونتي، بلانكا بودستا، سيغوندو بومار، سلفادور روزيتش، همبرتو سكوتي وليلى سكوتي.

وأعقب ذلك أداء الأغنية والرقص في Después de misa؛1911) من إخراج خوليو سانشيز غاردل، ولكن الشركة حلت وانضمت إلى فلورنسيو بارافيسيني Florencio Parravicini ؛ ورافقته على مدى السنوات الأربع المقبلة. في 27 ديسمبر 1913، بوزان، خوسيه بريفاين، روزا كاتا وفيليسا ماري، عرضو لأول مرة Una noche de Garufa في المسرح الوطني سانتا.
قدمت بوزان فيلمها الأول لأول مرة في الفيلم الصامت، Bajo el sol de la pampa؛1915) إخراج ألبرتو ترافيرسا Alberto Traversa، الذي صدر في عام 1917. وقالت انها قدمت ستة في الأفلام الصامتة، والتي لا يعرف سوى القليل منها. في عام 1923، ظهرت في Sombras de Buenos Aires مع María Esther Podestá و Totón Podestá من إخراج Julio Irigoyen.
- في عام 1919 شكلت بوزان شركة مع لويس فيتونLuis Vittone وسيغوندو بومار Segundo Pomar والتي شملت ماريا استير بودستا María Esther Podestá، مارتا بولي Marta Poli وخوسيه مونيز José Muñiz، حيث قاموا بالروايات الكوميدية، التانغوtango وفوديفيل vaudevilleفي مسرح الأوبرا. وكان العديد من الأفلام والمسرحيات المسرحية في هذا العصر لترويج التانغو. بوزان عرضت العديد مثل التانغو الأول من إنريك سانتوس ديسيبولو Enrique Santos Discépolo؛ الدي أدت فيه الكوميديا القصيرة La Porotaفي عام 1923 ؛ و "La patotera"من إخراج مانويل جوفي Manuel Jovés، وجورجي دوتون Jorge Dowton ولويس رودريجيز Luis Rodríguez في سانت كروز الإنجليزية في مسرح أفينيدا في عام 1923 لشركة Vitone-Pomar .مع هده الشركة سافرت إلى المكسيك وعند عودتها، انضمت إلى باكو بوستوس Paco Bustos وشكلت شركتها الخاصة، تحت إشراف باسكوال كاركافالو Pascual Carcavallo، (مالك المسرح الوطني). تعاقدت مع سانتياغو أرييتاSantiago Arrieta، روزا كاتا Rosa Catá، غريغوريو سيكاريلي Gregorio Cicarelli، فيليكس موتاريلي Félix Mutarelli، خوسيه أوتال José Otal، مانوليتا بولي Manolita Poli، ودومينغو سابلي Domingo Sapelli، لينضمو لفرقتها.

نظموا el Negro Rancagua؛1924) من إخراج ألبيرتو نوفيون Alberto Novión ؛La casa de barro؛1924) من إخراج أنطونيو سالدياس Antonio Saldías،؛ El daño؛1925) من إخراج أوسكار بلترانOscar Beltrán؛ Donde cantan los zorzales ؛1926) من إخراج ألبيرتو فاكاريززا Alberto Vacarezza؛ و El bandoneón؛1926) من قبل سالدياسSaldías. كما تعاقدت إلى الوافد الجديد إلى بوينس آيرس، ليبرتاد لامارك، التي كان أول ظهور لها في مسرحية تدعى "La muchacha de Montmartre" من إخراج خوسيه أ. سالدياس José A. Saldías. غنت لامارك كجزء من الثلاثي مع بوزان وأنطونيا فولب Antonia Volpe، بمرافقة عازف الإيتار رافائيل إريارت Rafael Iriarte.
- في عام 1926 شكلت بوزان شركة جديدة مع ابن شقيقها، باكيتو بوستوس Paquito Bustos، وابن شقيقتها أنجيليتا، الذي توفي، والذي أثارته أمهم. وأدت معه خلال عدة مواسم.[6] ظهرت لأول مرة في "La Marianella la va, la va"، من إخراج خوسيه سيجلي José Ceglie ؛ وكارلوس دي باولي Carlos De Paoli في La taba de la vida في المسرح الوطني.
- في عام 1928 والأداء الأول من التانغو [2] ديسيبولو "Yira... Yira." في عام 1929 في [7] عرض في مسرح سارمينتو. بعض العروض الأكثر تميزا شملت العروض في مسرح دي لا كوميديا: Linyera ؛1929) من إخراج ايفو بيلاي. Los caballeros del altillo ؛1929)؛ من إخراج Florencio B. Chiarello؛ و Chirimoya ؛1930) من قبل إنريك غارسيا فيلوسو Enrique García Velloso؛ وestá de fiesta؛1932) في مسرح Apolo Triunvirato من إخراج Juan F. López؛ و La muñeca de la gringa من إخراج Julio C. Traversa؛ و La muchacha de circo من إخراج Alberto Novión؛ و Cremona ؛1934) من قبل أرماندو ديسيبولوArmando Discépolo.
- في عام 1931، كان لبوزان دور صغير في لوسيس دي بوينس آيرس Luces de Buenos Aires، أول فيلم قدمه المغني كارلوس غاردل Carlos Gardel لاستوديوهات بارامونت فرنسا Paramount Studios, France، فيلمها الأول في عصر الصوت جاء مع Ídolos de la radio؛1934)، إخراج إدواردو موريرا؛ مع فرانسيسكو كانارو، و Ada Falcón، وتيتو لوسياردو، وتيتا ميريلو.
- في عام 1935، قدمت Por buen camino و El caballo del pueblo في نفس العام في شركة لوميتون Lumiton مع إيرما قرطبة وإنريك سيرانو. في العام التالي، تألقت بوزان أمام غلوريا غوزمان وخوان كارلوس ثوري في Radio Bar مع مانويل روميرو، وجنبا إلى جنب مع Ada Cornaro, وروبرت تيتا في لا كانسيون دي لا ريبيرا La canción de la Ribera, للمخرج خوليو إيريغوين Julio Irigoyen.
- في عام 1937، في Así es el tango مع تيتو لوسياردو وتيتا ميريلو في فيلم يعرض موسيقي. أفلام أخرى لا تنسى في أواخر الثلاثينيات شملت لاس دي بارانكو Las de Barranco؛1938) مع هوميرو كاربينا Homero Cárpena, وفيلم مي سويغرا إس أونا فييرا Mi suegra es una fiera؛1939)، ومي فورتونا بور أون نييتو Mi fortuna por un nieto؛1940).

من 1940s و 1955، واصلت بوزان بتقديم الأفلام، أدت في المسرح وقدمت موسيقى تانغو. سافرت إلى كوبا في هذه الفترة الزمنية وسجلت وأدت على حد سواء.
- في عام 1939، ظهرت في فيلم «مي سويغرا إس أونا فييرا Mi suegra es una fiera» إخراج لويس بايون هيريرا Luis Bayón Herrera وفي عام 1940، أنتجت مسرحية مع جوليو إسكوبار Julio Escobar.
- في عام 1942 ظهرت في فيلم سينيزا آل فينتو Ceniza al viento إخراج لويس ساسلافسكي Luis Saslavsky وبطولة لويس أراتا Luis Arata, وسانتياغو أرييتا Santiago Arrieta وماريا دوفال María Duval وتيتا ميريلو Tita Merello وأليتا رومان Alita Román وبيرتا سينغرمان Berta Singerman, وغيرهم.

كانت بوزان في فيلم لا دانزا دي لا فورتونا La danza de la fortuna في عام 1944 مع لويس ساندريني Luis Sandrini, وكانت متالقة أيضا مع فيلم Paquito Bustos in Maridos في نفس العام.
- في عام 1946، في المسرح الوطني قادت شركة لها في مسرحيتين مع أنطونيو بوتا Antonio Botta ونيكولاس فيولا Nicolás Viola تدعا الأزواج يريدون الكونغا Los maridos quieren conga، وlas mujeres también and .
- في عام 1947، لعبت دور البطولة في اثنين من الافلام.
- في عام 1959، كانت تعمل في التلفزيون بطولة في «إل شو دي بابلو باليتوس El show de Pablo Palitos». في تلك السنة، فازت بجائزة واحدة من الجائزة الافتتاحية من جمعية دوريات الراديو في الأرجنتين التي تم تشكيلها في وقت سابق من ذلك العام. جائزة مارتن فيرو،

أعلى جائزة للراديو والتلفزيون الأرجنتيني، أعطيت لبوزان لأفضل ممثلة هزلية.
كما عملت في برنامج فيليبي التلفزيوني الذي بث في عام 1960 مع لويس ساندريني وتم إحيائه في عام 1966، وكتبه ميغيل باز وإخراج إدغاردو بوردا.
وأدات كل من كونفنتيلو من بوماEl conventillo de a Paoma وجوانسيتو دي لا ريبيرا Juancito de la Ribera في عام 1960 مع ألبرتو فاكاريزا Alberto Vacarezza في مسرح ألفير.

نوري مؤنسه ، اوليندا بوزان ودليا غارسيس(1939)

للموسم المسرحي 1961، ظهرت مع ألبرتو أنشارت Alberto Anchart في هنا هي الموجة القديمة¡Aquí está la vieja ola ... وهذه المرة أنها لا تأتي وحدها! esta vez no viene sola! تحت إشراف أنطونيو برات Antonio Prat، وفي روجر ماكدوغال كارا أو سيكا Roger MacDougal's Cara o cecaمع لويس ساندريني Luis Sandrini.
في عام 1964، في مسرح الكوميديا، بوزان لعبت في Yo Llevo El Tango En El Alma أيضا من قبل Ziclis وتحت إشراف برات.
وكانت El proceso de Mary Duggan؛ 1965 مع ميرثا يجراند، فرانسيسكو بيترون، ديانا ماجي وميكا أورتيز.
بدأت في عام 1965، بدأت بوزان العمل في الأفلام مرة أخرى، ولكن في نوع مختلف من أعمالها السابقة. وهذه الأفلام لا تزال كوميدية، وتشمل الأفلام التي قدمت خلال هذه الفترة Villa Delicia:playa de estacionamiento, música ambiental ؛1965)؛ Hotel alojamiento ؛1965)؛
La cigarra está que arde؛1966)؛ و Las locas del conventillo ، مع ألبيرتو دي مندوزا Alberto de Mendoza, وميشا أورتيزMecha Ortiz؛ وأناليا غادا Analía Gadé ؛ وفيلم Coche cama alojamiento؛1967)؛ و El novicio rebelde؛1968)؛ و La familia hippie؛1969).
- في عام 1968 في عمل La decente مع ماريا كونسيبسيون سيزار María Concepción César في مسرح بلانكا بودستا Teatro Blanca Podestá.
- في أواخر 1960 عملت في الكوميديا بعمل Los amorosos.
- في عام 1970 في فيلم موشاشو Muchacho، إخراج ليو فلايدر Leo Fleider. كان آخر أداء لها في مسرحية Los ángeles de Vía Veneto.

في عام 1972 في Teatro Cómico مع مابل مانزوتي Mabel Manzotti. ثم عملت سلسلة من الأفلام من إخراج إنريك كاريراس Enrique Carreras, كتب السيناريو أبيل سانتا كروز Abel Santa Cruz,.؛
و Había una vez un circo عام؛1972)، و Los padrinos ؛1973).

و Los chicos crecen, من إخراج كاريراس Carreras وشارك في العمل لويس ساندريني Luis Sandrini, وسوزانا كامبوس Susana Campos وأولغا زوباري Olga Zubarry تم تصوير الفيلم في عام 1974، ولكن لم يتم إطلاقه حتى عام 1976.؛
في عام 1975 في فيلم No ser débil con la vida من إخراج كاريراس Carreras بطولة باليتو أورتيغا Palito Ortega, كلوديا لاباكو Claudia Lapacó وخافيير بورتاليس Javier Portales.؛

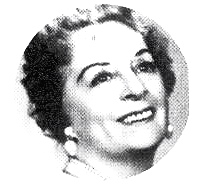
Argentine actress Olinda Bozán

## وفاتها
توفيت فجأة في سن 82 في 8 فبراير من عام 1977 في بوينس آيرس، بعد الانتهاء من تصوير Las locas؛ الذي صدر بعد وفاتها وخصص لذكراها.
بعد وفاة بوزان بفترة وجيزة، خصص متحف الفيلم للمسلسل التلفزيوني 1977؛ Olinda y las risas, تكريما للممثلة. وكتبت مسرحية بعنوان "Pablo y Olinda" عن حياتهم.

## الحياة الشخصية
وفي حوالي ال1908 ، تزوجت بوزان بابلو بوديسا Pablo Podestá. ودام الزواج اقل من 6 أشهر. في نهاية العشرينات، تزوجت بوزان خوسيه سيغاي José Següe، الذي أنجبت منه ابنها انريكي Enrique، الذي سمي باسم والدها. وظلوا متزوجين لمده عقد من الزمن.
ومن ثم في علاقة طويلة الأمد مع الممثل أوسكار فاليكيلي Oscar Valicelli من 1941 إلى 1955 .

## أفلامها
- Las locas (1977)
- La nueva cigarra (1977)
- Los chicos crecen (1976) Dir. Enrique Carreras.
- No hay que aflojarle a la vida (1975)
- Los chantas (1975)
- ¡Quiero besarlo Señor!! (1973)
- Los padrinos (1973)
- Había una vez un circo (1972)
- Siempre te amaré (1971)
- La familia hippie (1971)
- Muchacho (1970)
- ¡Viva la vida! (1969)
- El novicio rebelde (1968)
- En mi casa mando yo (1968)
- Coche cama, alojamiento (1967)
- La cigarra está que arde (1967)
- Las locas del conventillo (1966)
- Necesito una madre (1966)
- Hotel alojamiento (1966)
- Villa Delicia, playa de estacionamiento, música ambiental (1965)
- El tango en París (1956)
- Vida nocturna (1955)
- Intermezzo criminal (1953)
- Mujeres en sombra (1951)
- Maridos modernos (1948)
- Hoy cumple años mamá (1948)
- La caraba (1948)
- Lucrecia Borgia (1947)
- El Capitán Pérez (1946)
- La danza de la fortuna (1944)
- Llegó la niña Ramona (1943)
- El sillón y la gran duquesa (1943)
- Los chicos crecen (1942)
- La casa de los millones (1942)
- Ceniza al viento (1942)
- Bruma en el Riachuelo (1942)
- Mamá Gloria (1941)
- Hogar, dulce hogar (1941)
- Mi fortuna por un nieto (1940)
- Dama de compañía (1940)
- Doce mujeres (1939)
- Mi suegra es una fiera (1939)
- Los apuros de Claudina (1938)
- Las de Barranco (1938)
- Villa Discordia (1938)
- Nobleza gaucha (1937)
- Así es el tango (1937)
- Radio Bar (1936)
- La canción de la ribera (inédita - 1936)
- Por buen camino (1935)
- El caballo del pueblo (1935)
- Ídolos de la radio (1934)
- En buena ley (1919)
- Bajo el sol de la pampa (1917)

## وصلات خارجية
- أوليندا بوزان على موقع IMDb (الإنجليزية)
- أوليندا بوزان على موقع قاعدة بيانات الفيلم (الإنجليزية)
- أوليندا بوزان على موقع كينوبويسك (الروسية)